# Stanisław B. Bartkowski
Stanisław Bolesław Bartkowski (ur. 8 maja 1933 we Lwowie, zm. 21 stycznia 2002 w Krakowie) – polski lekarz, chirurg szczękowo-twarzowy i plastyczny, profesor zwyczajny, doktor habilitowany.

## Życiorys
Stanisław B. Bartkowski urodził się we Lwowie w 1933 roku w rodzinie nauczycielskiej. W czasie II wojny światowej kilka lat spędził na Syberii, gdzie zmarła mu matka. Po wojnie razem z ojcem zamieszkał w Krakowie. W 1951 roku zdał maturę i rozpoczął studia stomatologiczne na Akademii Medycznej im. Mikołaja Kopernika w Krakowie. W czasie studiów należał do studenckiego koła naukowego przy Katedrze Chirurgii Stomatologicznej AM prowadzonym przez docenta Dorskiego. Po uzyskaniu dyplomu w 1955 roku rozpoczął pracę jako asystent w Katedrze Chirurgii Stomatologicznej AM i w nowo otwartym w 1955 roku Oddziale Chirurgii Szczękowej Państwowego Szpitala Klinicznego przy ul. Smoleńsk 25. Jednocześnie studiował na Wydziale Lekarskim Akademii Medycznej im. Mikołaja Kopernika w Krakowie. Dyplom lekarza medycyny uzyskał w 1962 roku. Do 1967 roku dalej pracował w Katedrze i Klinice już jako adiunkt. W latach 1967–1971 został delegowany do pracy w III Katedrze i Klinice Chirurgii Ogólnej AM. Następnie został kierownikiem Katedry i Kliniki Chirurgii Szczękowo-Twarzowej i Stomatologicznej AM do 1996 roku, kiedy nastąpił administracyjny podział na uczelni, w wyniku którego wyodrębniono Zakład Chirurgii Stomatologicznej Collegium Medicum Uniwersytetu Jagiellońskiego oraz Katedrę i Klinikę Chirurgii Szczękowo-Twarzowej Collegium Medicum Uniwersytetu Jagiellońskiego, w której profesor Bartkowski dalej pełnił funkcję kierownika. Jednocześnie został ordynatorem Oddziału Chirurgii Szczękowo-Twarzowej w Wojewódzkim Specjalistycznym Szpitalu im. L. Rydygiera w Krakowie. Został pochowany na cmentarzu Salwatorskim w Krakowie.

## Stopnie i tytuły naukowe
- 1965 – doktor nauk medycznych
- 1976 – doktor habilitowany
- 1977 – docent
- 1989 – profesor nadzwyczajny
- 2001 – profesor zwyczajny[2]

## Specjalizacje
- 1962 – I stopnia za stomatologii ogólnej
- 1969 – I stopnia z chirurgii ogólnej
- 1971 – II stopnia z chirurgii szczękowej
- 1973 – II stopnia z chirurgii plastycznej[2]

## Dorobek naukowy
- 112 prac naukowych (w tym 26 opublikowanych w czasopismach zagranicznych)
- w 1978 roku (wznowienie w 1996 roku) był redaktorem skryptu Chirurgia szczękowo-twarzowa
- autor rozdziałów poświęconych chirurgii szczękowo-twarzowej w licznych podręcznikach chirurgii ogólnej i okulistyki[2]
- w 2001 roku był kierownikiem pracy Opracowanie optymalnych technik rekonstrukcji chirurgicznych i rehabilitacji protetycznej ubytków pooperacyjnych u chorych leczonych z powodu nowotworów twarzy i jamy ustnej[3]
- był promotorem 6 przewodów doktorskich, recenzentem 4 prac habilitacyjnych i 8 doktorskich, kierownikiem 20 specjalizacji z chirurgii stomatologicznej i 8 specjalizacji z chirurgii szczękowo-twarzowej[2]

## Członkostwo w towarzystwach naukowych
- Polskie Towarzystwo Stomatologiczne (w latach 1989–1997 prezes Krakowskiego Oddziału)[5]
- Towarzystwo Chirurgów Polskich
- Polskie Towarzystwo Chirurgii Plastycznej i Rekonstrukcyjnej
- Polskie Towarzystwo Chirurgii Jamy Ustnej i Chirurgii Szczękowo-Twarzowej (współzałożyciel, wiceprezes)[3]
- Europejskie Towarzystwo Chirurgii Szczękowo-Twarzowej (EACMFS)
- Polskie Towarzystwo Okulistyczne
- Amerykańskie Towarzystwo Chirurgii Plastycznej i Estetycznej[2]

## Zasługi profesora w chirurgii szczękowo-twarzowej
Profesor Bartkowski współpracował z Katedrą Onkologii AM i Instytutem Onkologii, z Katedrą Okulistyki AM, z Kliniką Neurotraumatologii AM. Dzięki tej współpracy i zainteresowaniom chirurgią plastyczną i rekonstrukcyjną wprowadził do krakowskiej kliniki zasady i techniki chirurgicznej rekonstrukcji ubytków tkanek i narządów w obrębie twarzoczaszki po operacjach onkologicznych, pourazowych i przy leczeniu wad rozwojowych wraz z rehabilitacją protetyczną po tych zabiegach. Pod kierownictwem profesora opracowano w klinice metody diagnostyki i leczenia złamań górnego piętra twarzy w połączeniu ze złamaniem podstawy czaszki i obrażeniami nerwu wzrokowego, leczenia złamań dna oczodołu (głównie blow out), leczenia operacyjnego wad rozwojowych kości szczękowych jak progenia, prognacja, zniekształcenia porozszczepowe, leczenie torbieli, naczyniaków tkanek miękkich i kości twarzy. Profesor opracował też metodę leczenia skojarzonego (fibrynolitycznego, przeciwzakrzepowego i przeciwbakteryjnego) przewlekłych zapaleń kości. Dbał o wysoki poziom kwalifikacji całego zespołu. Dzięki tym działaniom ośrodek krakowski znalazł się w ścisłej czołówce krajowej w dziedzinie chirurgii szczękowo-twarzowej.

## Działalność sportowa
Profesor Bartkowski był zawodnikiem klubu sportowego Cracovia od 1949 roku (piłka nożna, koszykówka). Od 1989 roku był członkiem Rady Seniorów.